# Groupalia
Groupalia Compra Colectiva SL es una compañía en línea de ofertas de ocio local, viajes, servicios y productos. Fundada en Barcelona en mayo de 2010, actualmente opera en España.
Groupalia surge a raíz de la unión de un grupo de empresarios españoles con experiencia en el ámbito del e-commerce que decide fundar esta nueva plataforma y tiene su sede en el distrito 22@ de Barcelona. Los primeros accionistas que participan en Groupalia desde su inicio son: Lucas Carné y José Manuel Villanueva, fundadores de Privalia, Marcel Rafart, fundador de Nauta Capital, Caixa Capital Risc, de La Caixa y Joaquín Engel.

## Historia
Groupalia nace el 15 de enero de 2010 y en junio de 2010 abre su primera filial en Italia
Entre agosto de 2010 y julio de 2011 abren sucursales en Brasil, México, Argentina, Chile, Perú y Colombia.
En abril de 2011 la compañía obtiene nuevos inversores: General Atlantic, Insight Venture Partners e Index Ventures y cuatro meses más tarde se realiza una nueva ampliación de capital por valor de 18 millones de euros. Esta financiación proviene de los accionistas que fundaron Groupalia (Nauta Capital, Caixa Capital Risc, Lucas Carné y José Manuel Villanueva) junto a los tres fondos de capital riesgo que entraron a formar parte del accionariado el pasado mes de abril: General Atlantic, Insight, Venture Partners e Index Ventures
En mayo de 2011 amplía su negocio para vender productos además de servicios.
A partir de mayo de 2012, Groupalia solo opera en dos países: España e Italia, tras vender sus filiales latinoamericanas
En mayo de 2012 Groupalia traslada su sede y se independiza de Privalia, cuya sede compartía desde el inicio de la compañía.
En 2013 vende su sede italiana y se centra solo en España.

## Acusaciones de estafa
Groupalia ha sido acusada de no cumplir con los pagos a sus proveedores por los servicios adquiridos por los clientes en su página web. Cientos de empresarios afirman sentirse estafados por parte de esta compañía al no recibir los pagos correspondientes y al no recibir respuesta por parte de Groupalia al respecto de los pagos o de la solicitud de eliminación de las ofertas en la página. Los dueños de Groupalia se encuentran en concurso de acreedores y varios empresarios afectados han presentado una demanda colectiva contra la compañía.